# エマ・ナヴァッロ
エマ・ナヴァッロ（Emma Navarro、2001年5月18日 - ）は、アメリカ合衆国・サウスカロライナ州チャールストン出身の女子プロテニス選手。WTAツアーでシングルス2勝を挙げている。WTAランキング自己最高位はシングルス8位。ダブルス93位。身長170cm、右利き、バックハンド・ストロークは両手打ち。2021年にNCAA全米学生テニス選手権女子シングルス優勝。イタリア系アメリカ人。

## 経歴
ナヴァッロはイタリア系アメリカ人である。祖父はカレッジフットボールコーチのフランク・ナヴァッロであり、父親は実業家・投資家のベン・ナヴァッロである。
2001年にサウスカロライナ州チャールストンに生まれ、チャールストンのダウンタウンにある私立女子高校であるアシュリー・ホール学校に通った。

### 2019年
2019年全豪オープンでは、クロエ・ベックと組んだジュニア女子ダブルスで準優勝した。2019年全仏オープンでは、ジュニア女子シングルスで準優勝し、クロエ・ベックと組んだジュニア女子ダブルスで優勝した。
4月に故郷で開催されたチャールストン・オープンでシングルスとダブルスのワイルドカードを獲得し、WTAツアーの本戦にデビューした。

### 2020年～2022年
2020年秋にはバージニア大学に進学した、1年生の時には25勝1敗で国内学生ランキング1位となった。2021年5月のNCAA全米学生テニス選手権女子シングルスでは、マイアミ大学のエステラ・ペレス＝ソマリバを破って優勝した。この優勝によって2021年全米オープン本戦ワイルドカードを獲得し、グランドスラム本戦デビューした。
1年生の時にはシングルスで26勝2敗を記録し、国内学生ランキング2位となった。2022年5月のNCAA全米学生テニス選手権女子シングルスでは、ベスト16でノースカロライナ州立大学のアビゲイル・レンチェリに敗れた。2年生を終えるとバージニア大学を去ってプロ転向した。

### 2023年
2023年全仏オープンにはワイルドカードで出場すると、1回戦でエリカ・アンドレーバを破り、グランドスラムで初勝利を挙げた。6月のバート・ホンブルク・オープンではアリゼ・コルネとレベッカ・マサロバを破り、初めてWTAツアーでベスト4となった。9月にはサンディエゴ・オープンでもベスト4となり、WTAランキングを49位としてトップ50入りを果たした。2023年シーズンはWTAランキング38で終えた。

### 2024年
2024年のホバート国際ではWTAツアーで初めて決勝に進出すると、決勝ではエリーズ・メルテンスを破ってWTAツアー初優勝を飾った。2024年全豪オープンでは初めてグランドスラムにシード選手（第27シード）として出場すると、1回戦でワン・シユを、2回戦でエリザベッタ・コッチャレットを破った。3月のBNPパリバ・オープンには第23シードとして出場し、4回戦では第2シードのアリーナ・サバレンカを破ったが、準々決勝で第9シードのマリア・サッカリに敗れた。WTA1000トーナメントでのベスト8によってWTAランキングでトップ20入りを果たした。
2024年全仏オープンでは3回戦で第14シードのマディソン・キーズを破り、初めてグランドスラムの4回戦に進出したが、4回戦で第2シードのアリーナ・サバレンカに敗れた。2024年ウィンブルドン選手権では1回戦でワン・チャン、2回戦で大坂なおみ、3回戦でディアナ・シュナイダー、4回戦で第2シードのコリ・ガウフを破り、初めてグランドスラムで準々決勝に進出したが、準々決勝では第7シードのジャスミン・パオリーニに敗れた。大会後のWTAランキングではトップ15入りを果たした。
7月にフランスで開催されたパリオリンピックには第11シードとして出場し、1回戦でジュリア・グラバーを、2回戦でビクトリア・トモバを破ったが、最終的に金メダルを獲得する鄭欽文に3回戦で敗れた。8月のナショナル・バンク・オープンには第8シードとして出場し、初めてWTA1000トーナメントで準決勝に進出したが、準決勝でアマンダ・アニシモバに敗れた。WTA500トーナメントのモンテレイ・オープンでも準決勝に進出したが、準決勝でリンダ・ノスコワに敗れた。
2024年全米オープンには第13シードとして出場すると、1回戦でアンナ・ブリンコバ、2回戦でアランチャ・ルス、3回戦で第19シードのマルタ・コスチュクを破り、4回戦では前回大会王者で第3シードのコリ・ガウフを破り、準々決勝ではパウラ・バドサを破ったことで、初めてグランドスラムの準決勝に進出した。

## WTAツアー決勝進出結果

### シングルス: 2回 (2勝0敗)
| 大会グレード                  |
| ----------------------------- |
| グランドスラム (0–0)          |
| WTAファイナルズ (0–0)         |
| WTA1000トーナメント (0–0)     |
| WTAエリート・トロフィー (0–0) |
| WTA500トーナメント (1–0)      |
| WTA250トーナメント (1–0)      |

| 結果 | No. | 決勝日        | 大会     | サーフェス | 対戦相手             | スコア        |
| ---- | --- | ------------- | -------- | ---------- | -------------------- | ------------- |
| 優勝 | 1.  | 2024年1月13日 | ホバート | ハード     | エリーズ・メルテンス | 6-1, 4-6, 7-5 |
| 優勝 | 2.  | 2025年3月3日  | メリダ   | ハード     | エミリアナ・アランゴ | 6-0, 6-0      |

## 4大大会シングルス成績
略語の説明
| W | F | SF | QF | #R | RR | Q# | LQ | A | Z# | PO | G | S | B | NMS | P | NH |

W=優勝, F=準優勝, SF=ベスト4, QF=ベスト8, #R=#回戦敗退, RR=ラウンドロビン敗退, Q#=予選#回戦敗退, LQ=予選敗退, A=大会不参加, Z#=デビスカップ/BJKカップ地域ゾーン, PO=デビスカップ/BJKカッププレーオフ, G=オリンピック金メダル, S=オリンピック銀メダル, B=オリンピック銅メダル, NMS=マスターズシリーズから降格, P=開催延期, NH=開催なし.
| 大会           | 2019 | 2020 | 2021 | 2022 | 2023 | 2024 | 2025 | 通算成績 |
| -------------- | ---- | ---- | ---- | ---- | ---- | ---- | ---- | -------- |
| 全豪オープン   | A    | A    | A    | A    | A    | 3R   | QF   | 6–2      |
| 全仏オープン   | A    | A    | A    | A    | 2R   | 4R   | 1R   | 4–3      |
| ウィンブルドン | A    | NH   | A    | A    | 1R   | QF   | 4R   | 7–3      |
| 全米オープン   | Q1   | A    | 1R   | A    | 1R   | SF   |      | 5–3      |